# Arte marajoara

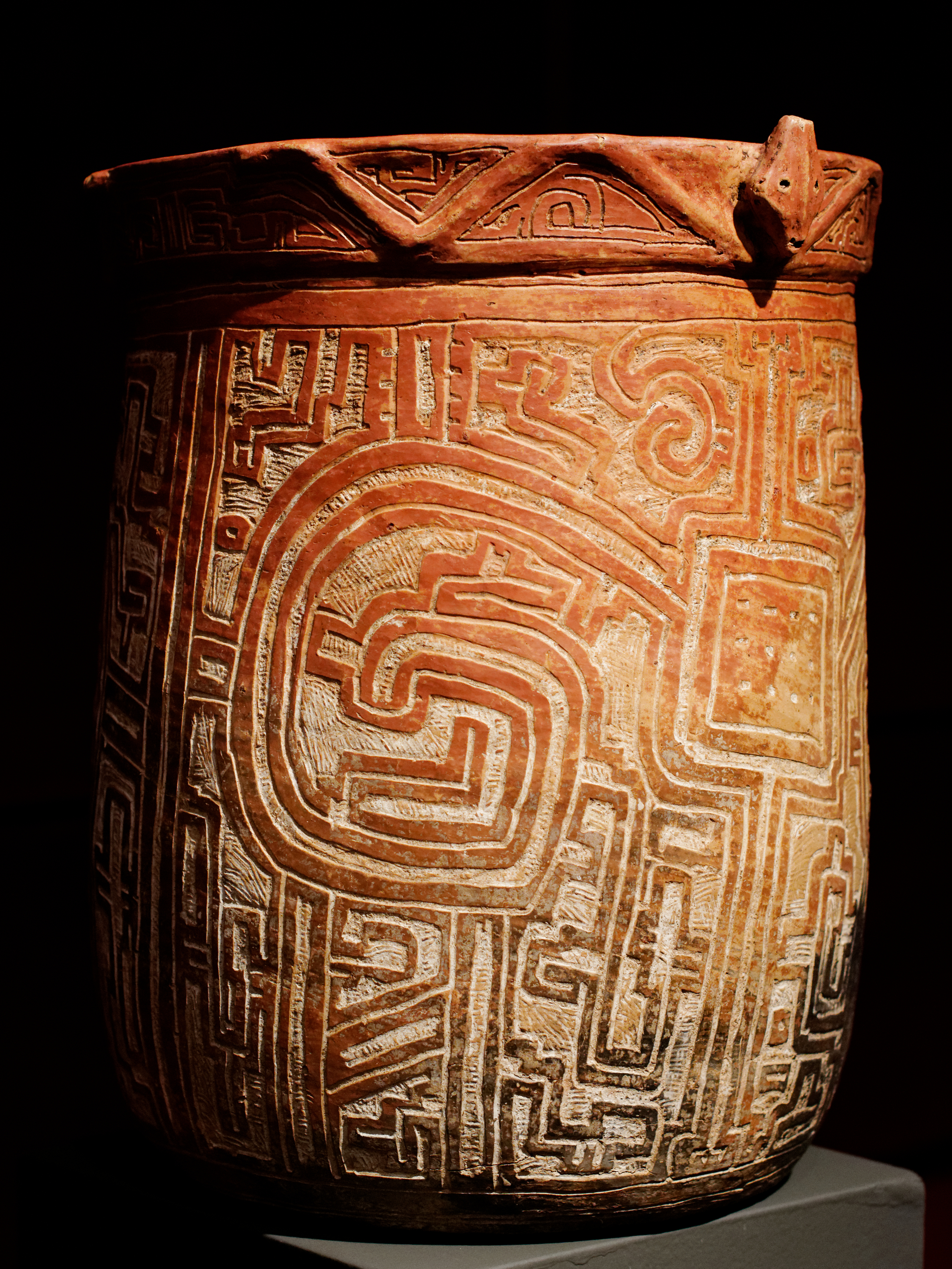
Urna funerária decorada em relevo, c. 400-1000 d.C., coleção Henry Law.

A arte marajoara é uma cerâmica fruto do trabalho dos povos indígenas do período de ocupação "marajoara" na ilha brasileira de Marajó situada na foz do rio Amazonas (estado do Pará), durante o período pré-colonial brasileiro de 400 a 1400 d.C., sendo assim chamada de cerâmica marajoara, pois existem sucessivas fases de ocupações na região, cada uma com uma cerâmica característica. Segundo Samuel Lopes, gerente da Escola de Artes e Ofícios de Pará de Minas, esta arte representa a origem da cerâmica no Brasil.
A fase marajoara é a quarta fase de ocupação da ilha; sucessivamente as fases de ocupação são: Ananatuba (a mais antiga), Mangueiras, Formigas, Marajoara e, a Aruã. Destas cinco fases, a Fase Marajoara, período de uma elaborada civilização amazônida pré-cabralina, é a que apresenta a cerâmica mais elaborada, sendo reconhecida por sua sofisticação.
Em 1871, a cerâmica marajoara foi descoberta quando dois pesquisadores visitavam a Ilha de Marajó, o geólogo canadense-americano Charles Frederick Hartt (1840-1878) e naturalista Domingos Soares Ferreira Penna (fundador do Museu Paraense Emílio Goeldi em 1866). Hartt impressionou-se tanto com o que viu que publicou um artigo em uma revista científica, revelando ao mundo a então desconhecida cultura marajoara.
Os estudos no Marajó sobre tal cerâmica e o povo que a confeccionou ganharam impulso a partir do fim da década de 1940, quando chegou à ilha o casal de pesquisadores americanos Betty Meggers e Clifford Evans. Embora muitos estudos sobre a cerâmica já houvessem sido publicados até então, as pesquisas no local só ganharam força a partir desta data. Alguns arqueólogos encontraram objetos de cerâmica em bom estado de conservação, realizados com destreza, tendo em conta as formas esguias e curvilíneas perfeitamente moldadas, e delicadamente decorados e pintados.
Tais objetos da fase marajoara, através de pesquisas, descobriu-se que os indígenas marajoaras levantavam suas casas sobre morros artificiais, estrutura elevada chamada Teso,  construídos para proteger-sem de inundações. Escavando esses morros, os arqueólogos encontraram vasos, vasilhas, urnas, tigelas e outras peças de cerâmica, feitas com argila cozida na região marginal. Os objetos que mais chamaram a atenção foram encontrados em sepultamentos. Que podem ser encontradas nos acervos de museus da região e até internacionais.

## Acervos
Peças podem ser encontradas nos acrevos de museus da região e inclusive internacionais, como: Museu do Marajó,,Museu Emílio Goeldi, Museu Histórico Nacional (RJ), Museu de Arqueologia e Etnologia da USP, Museu Universitário Professor Oswaldo Rodrigues Cabral, Museu Americano de História Natural (Nova York).
Porém, entre os mais significativos espólios de cerâmica da região, o Museu do Marajó, criado em 1972, reúne peças de uso cotidiano e de costumes, relacionando-se com o aspecto cívico-religioso da civilização. O museu foi criado com o intuito de promover e dar a conhecer ao público a cultura e a arte de uma civilização já remota.

## Saber tradicional
O saber tradicional é um produto histórico resultado do modo de vida de uma comunidade tradicional e o relacionamento com a biodiversidade que está inserida (intelecto coletivo ou intelecto cultural). Este saber se reconstrói na transmissão entre as gerações e, que geralmente é feita por via oral, possui uma vísivel e imediata aplicação prática na sociedade.

## A cerâmica

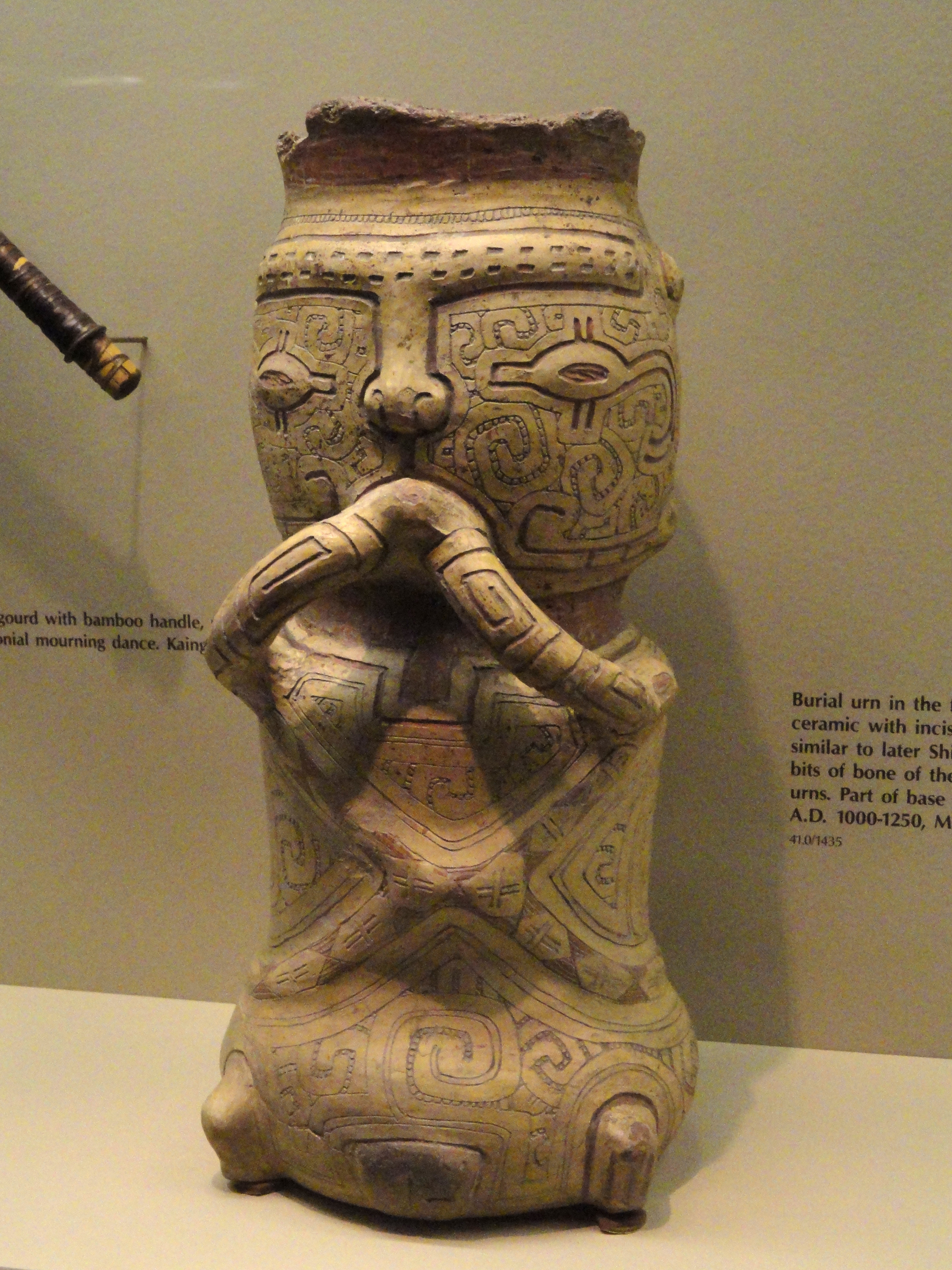
Urna funerária marajoara, c. 1000-1250 d.C., Museu Americano de História Natural.

Os índígenas do Marajó confeccionavam objetos utilitários, mas também decorativos. Entre os vários objetos encontrados pelos pesquisadores encontram-se vasilhas, potes, urnas funerárias, brinquedos, estatuetas, vasos, pratos e tangas. A igaçaba, por exemplo, era uma espécie de pote de barro ou uma talha grande para a água, que servia para conservar alimentos e outros. Hoje existem várias cópias das igaçabas de Marajó.
Todos apresentam uma grande diversidade de formas e padrões de decoração, sendo um dos mais conhecidos o das urnas globulares que apresentam decoração pintada e modelada representando figuras antropomorfas (primatas). Outros tipos de urnas combinam pintura, o uso de incisões e excisões e modelados que representam figuram antropomórficas e zoomórficas. Outros vasos foram decorados com pintura de motivos geométricos, podendo ser citados neste caso formas mais simplificadas como por exemplo as tigelas, e outros apresentando formas mais complexas como vasos de base dupla, urnas funerárias, estatuetas, pratos, tangas e tigelas em pedestais.
A cerâmica marajoara é geralmente caracterizada pelo uso de pintura vermelha ou preta sobre fundo branco. Aplicando técnicas que combinavam cores, que eram extraídas de elementos da natureza, como: urucum; caulim; jenipapo; carvão, e; fuligem.
Uma das técnicas mais utilizadas para ornamentação desta cerâmica é a do champlevé ou campo elevado, onde são conseguidos desenhos em relevo por meio de decalque de desenhos sobre uma superfície alisada e escavando em seguida a área sem marcação.

Entre os motivos de decoração mais comuns encontrados nesta cerâmica estão animais da fauna amazônica, como serpentes e macacos, a figura humana e figuras antropozoomórficas. Tendo em vista o aumento a sua resistência do produto final eram agregados antiplásticos ou tempero na argila, dentre os quais cinzas de cascalho e de ossos e concha. Antiplástico ou tempero são termos que se utiliza para designar os elementos, como por exemplo, cacos, conchas moídas, cascas de árvores queimadas e piladas, espículas de esponjas, areia, etc. que são acrescentados na argila para torná-la mais resistente evitando que se quebre durante o processo de fabricação de um artefato.

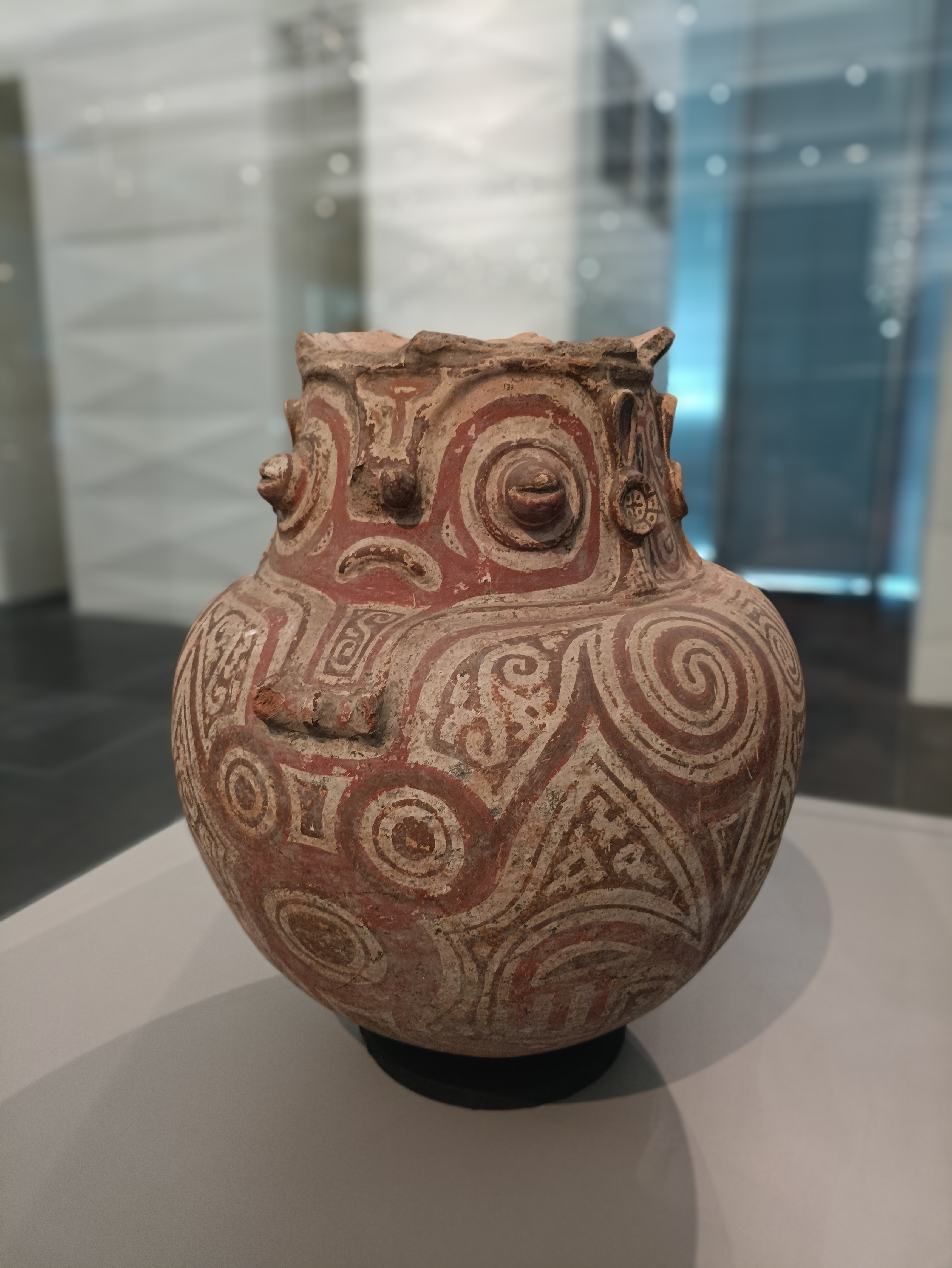
Urna funerária produzida na ilha do Marajó entre os séculos 5 e 15 d.C. Atualmente está no MASP.

Depois de modelada, a peça era pintada, caso o autor o pretendesse, com vários pigmentos, existindo uma abundância de vermelho em todo o conjunto encontrado, e somente depois cozidas numa fogueira a céu aberto. Após a queima da cerâmica, esta era envernizada, propiciando à peça um aspecto lustroso. São conhecidas cerca de quinze técnicas de acabamento das peças, revelando um dos mais complexos e sofisticados estilos cerâmicos da América Latina pré-colonial.
Os artefatos mais elaborados eram destinados ao uso funerário ou ritual. Os artefatos encontrados que demonstram uso cotidiano apresentam decoração menos rebuscada.
No período de transcisão entre os séculos XIX e XX, a cerâmica marajoara foi utilizada em diferentes e específicos propósitos, de objeto científico à inspiração para a arte brasileira, passando pela arte decorativa. Assim intelectuais e artistas elaboraram uma gama de (re)significações do legado cerâmico dos antigos índígenas do Marajó.
É dificultado o resgate de peças de cerâmica marajoara pelas inundações periódicas e até pelos numerosos roubos e saques do material, frequentemente contrabandeado para território exterior ao brasileiro.

## Comercialização
Atualmente, peças baseadas na arte marajoara são usados como objetos decorativos e vendidos em feiras de artesanato e comércios locais.